# Дайсань
Айсиньгиоро Дайсань (愛新覺羅 代善, 19 августа 1583 — 25 ноября 1648) — маньчжурский военный и государственный деятель, князь Ли (1636—1648).

## Происхождение
Дайсань родился в маньчжурском клане Айсин Гёро и был вторым сыном Нурхаци (1559—1626), основателя династии Цин. Его матерью была первая супруга Нурхачи, Хаханацзяцин из рода Тунцзя (佟佳氏). Он был старшим сводным братом преемника Нурхаци, Хунтайцзи.

## Карьера

### Правление Нурхаци
Во время кампании Нурхаци против чжурчженьского клана Ула и его бэйлэ Бучжаньтая в 1607 году Дайсань отличился на поле битвы, помогая Шурхаци и Цуеню. За свои усилия он получил титул «Гуйен Батуру» (кит .古英巴圖魯). В 1613 году Дайсань снова отличился на поле битвы в кампании Нурхаци против клана Ула.
В 1616 году, когда Нурхаци объявил себя ханом и основал династию Поздняя Цзинь, Дайсань был первым избранным Нурхаци бэйлэ особого ранга для помощи в управлении. Эти четыре бэйлэ будут известны как «четыре старших бэйлэ», а другие места будут заполнены Амином, Мангултаем и Хунтайцзи.
С 1618 года, когда кампания против Минской империи началась с провозглашения Нурхаци «Семь больших обид», до 1622 года Дайсань был ведущим генералом и, как командир Простого Красного Знамени в составе Восьми знамён, играл важную роль в захвате Фушуня в 1618 году, в победе в битве при Сарху в 1619 году и в оккупации Шэньяна (Мукдена) в 1621 году. Начиная с 1621 года Дайсань и трое других старших бэйлэ служили помощниками Нурхаци на ежемесячной ротации в управлении государственными делами династии Поздняя Цзинь.

### Правление Хунтайцзи
После смерти Нурхаци в битве при Нинъюань в сентябре 1626 года Дайсань смог использовать своё влияние, чтобы заставить маньчжурских князей и генералов прийти к соглашению о восшествии Хунтайцзи на пост хана. Однако, несмотря на то, что Хунтайцзи стал ханом, Дайсань вместе с Мангултаем и Амином продолжали по очереди занимать должности помощников администратора до 1629 года, когда Хунтайцзи начал консолидировать власть в своих руках.
В 1629—1634 годах Дайсань принимал участие в большинстве военных кампаний Хунтайцзи против Минской империи в Китае. В 1636 году Хунтайцзи объявил себя императором и переименовал династию Поздняя Цзинь в «династию Цин». Дайсаню был присвоен титул «принц Ли первого ранга» (和碩禮親王) и дополнительный титул «Старший брат» (兄).

### Правление императора Шуньчжи
21 сентября 1643 года Хунтайцзи скончался, и преемник не был назван. Сначала Дайсань назвал наследником старшего сына Хунтайцзи Хаогэ, но последний отклонил предложение стать преемником своего отца. Бэйлэ Аджигэ и Додо хотели, чтобы их брат Доргонь занял императорский трон, но бэйлэ Доргонь отказался на том основании, что принятие было бы актом нелояльности по отношению к покойному императору, который его вырастил. Проблема была окончательно решена, когда многие маньчжурские военачальники, заявили, что хотят, чтобы на троне оказался один из сыновей Хунтайцзи. Таким образом, девятый сын Хунтайцзи Фулинь (будущий император Шуньчжи), тогда в возрасте шести лет, был провозглашён императором при регентстве его дядей Доргоня и Дзиргалана. Тем не менее, даже после того, как весь двор Цин присягнул на верность трону, некоторые маньчжурские дворяне составили заговор, чтобы позволить Доргону заменить Фулина. Дайсань урегулировал спор, поддержав своего племянника Фулина и разоблачив заговорщиков, в число которых входили его собственный сын Шото и его внук Адали (старший сын Сахалиена). Доргонь и Дайсань казнили их обоих.

## Смерть и наследие
Согласно историческим записям, казалось, что Дайсань никогда не пытался захватить власть для себя, а вместо этого работал на благо клана Айсин Гёоро. В 1643 году он возглавил совет принцев, чтобы назначить Дзиргаланга и Доргона соправителями императора Шуньчжи. В 1644 году он последовал за Доргоном в Пекин, где и умер четыре года спустя.
На момент смерти ему не были присуждены особые посмертные почести, за исключением того, что на его похороны его семье была дана сумма в 10 000 таэлей вместо обычных 5000 и установлена мемориальная доска. Более поздние императоры династии Цин признают и ценят работу, которую он проделал для династии и императорского клана. В 1671 году император Канси наградил Дайсаня посмертным именем «Ли» (烈). В 1754 году цинский император Цяньлун приказал предоставить Дайсаню место в Храме князей в Мукдене, а в 1778 году разрешил занести Дайсаня, Цзиргалана, Доргона, Хаогэ и Йото за их выдающиеся достижения в Имперский Храм Предков.
От жён и наложниц у Дайсаня было восемь сыновей (Йото, Шото, Сахалиян, Вакда, Балама, Мандахай, Хусэ и Маджан) и двенадцать дочерей. Седьмой, Мандахай (1622—1652), унаследовал звание принца Ли первого ранга, которое позднее было передано его сыну. Однако в 1659 году княжество было отобрано у потомков Мандахая и передано внуку Дайсаня, Гиесу (1645—1697), потомки которого владели им до падения династии Цин.
Старший сын, Йото (1599—1639), получил титул «Принц Кэцинь второго ранга» (克勤郡王), а третий, Сахалиян (1604—1636), получил титул «Принц Ин первого ранга» (穎親王). Сын Сахалияна, Лекдехун (1629—1652), был назван «принцем Шуньчэном второго ранга» (順承郡王) в 1648 году. Четвёртый сын Дайсаня, Вакда (1606—1652), носил титул «принц Цянь второго ранга» (謙郡王).